# Eddy Kapend
Eddy Kapend Yrung, né au Katanga en 1960, est un général de l'armée congolaise, accusé d'avoir assassiné Laurent-Désiré Kabila dans les années 2001 et gracié par le président Félix Tshisekedi.

## Biographie
Cousin de Laurent-Désiré Kabila, il est originaire du Sud-Katanga. Diplômé d'une licence en philosophie et en droit de l'Université de Lubumbashi, il sert dans l'administration sous le régime de Mobutu Sese Seko. Formé militairement en Angola au sein des Tigres Katangais, il se rapproche de l'union des fédéralistes et des républicains indépendants dans les années 1990.
Relais de l'influence de l'Angola en RDC, il exfiltre le président Kabila pendant l'attaque rwandaise sur Kinshasa en août 1998 et gagne sa confiance. Il remplace Joseph Kabila, fils de Laurent-Désiré Kabila, au poste de chef de l'armée congolaise le 20 octobre 1998, après que celui-ci ait brièvement remplacé Célestin Kifwa. Il devient quelques mois plus tard aide du camp du président.
Le 16 janvier 2001, Eddy Kapend découvre Laurend-Désiré Kabila assassiné par Rashidi Mizele, son garde du corps. Ce dernier est immédiatement abattu par les soldats de garde. Avec le général Yav Nawej Jean, le colonel Kapend travaille à l'ascension de Joseph Kabila comme successeur de son père. Le 24 février, il est arrêté et mis au secret. Une enquête est ouverte pour déterminer l'implication d'Eddy Kapend dans l'assassinat : il est accusé d'avoir tué le meurtrier, dissimulé  l'arme du crime et manœuvré pour prendre le pouvoir. D'après Kapend, le meurtrier se serait suicidé et il accuse son accusateur, le procureur militaire et colonel Charles Alamba. Il est condamné à mort à l'issue de son procès, sentence non exécutée. En conséquence, les appels à sa libération se multiplient.
À l'occasion de la nouvelle année 2021, le président Félix Tshisekedi gracie les personnes condamnées pour l'assassinat de Laurent-Désiré Kabila, dont Eddy Kapend.
Deux ans après  sa grace, le colonel Eddy Kapend a réintégré l'armée congolaise comme Général de brigade et a été nommé commandant de la 22e région militaire par le président Félix Tshisekedi le jeudi 19 octobre 2023.